# フィアット・アヴィアツィオーネ
フィアット・アヴィアツィオーネ（Fiat Aviazione）は、かつてフィアット傘下にあった航空機メーカーで、主として軍用航空機に力を入れていた。第一次世界大戦後、フィアットはポミリオやアンサルドといったイタリアの中小航空機メーカーを吸収合併した。もっとも著名な機体は1930年代の複葉戦闘機であるフィアット CR.32とフィアット CR.42である。その他の特記すべき設計としては戦闘機のCR.20、G.50、G.55および爆撃機のフィアット BR.20などがある。1950年代に同社はG.91軽攻撃機を開発した。
1969年、フィアット・アヴィアツィオーネはアエルフェールと合併してアエリタリアを創設し、1990年にアレーニア・アエロナウティカとなった。

## 来歴

### 創業
1908年、フィアットによる航空機製造は、レーシングカーエンジンから派生したSA 8/75エンジンの設計と製造を決定し、トリノで第一歩を踏み出した。それは100年を超える物語の始まりであり、その遺産は今日アヴィオに直接結びついている。フィアット最初に生産した量産型エンジンはA10で、これは1914年から1915年にかけて1070基が製造された。この時点で開拓時代は終わりを迎えており、同社は航空機全体の設計及び製造に取り掛かる決定をした。こうして1916年にソシエタ・イタリアーナ・アヴィアツィオーネ（イタリア航空機会社）が設立され、1918年に社名をフィアットに変更した。
トリノでは、航空機エンジンに加えて、内燃機関の分野では1909年にフィアット・サン・ジョルジョが船舶用ディーゼルエンジン向けに設立され、後に産業用発電エンジンの分野に活動が展開された。コッレフェッロ（ローマ）では、1912年にジェノヴァで設立されたボンブリーニ・パロディ・デルフィーノ（BPD）社が爆薬や化学製品の製造を開始し、これが宇宙分野の起源となった。
航空分野では、ブリンディジにSACAが設立された。1921年、ドイツ人設計技師クラウディウス・ドルニエがリナールド・ピアッジオ、アッティリオ・オデーロと共同でピサに設立したCMASAディ・マリーナなど、多くの現実が徐々にスタートした。最終的にゼネラル・エレクトリック、ロールス・ロイス、プラット・アンド・ホイットニー、ユーロコプターなど、数多くの主要企業と半世紀以上にわたってパートナーシップを結んでいる。
20世紀初頭に航空機エンジンの先駆的な設計が行われた後、新しい技術や活動分野に対して慎重すぎる取締役たちの意見に反して、フィアットの創設メンバーの一人であるジョヴァンニ・アニエッリと技術責任者のグイド・フォルナカは航空生産を支持し、第一次世界大戦中には軍の注文に応えるために産業ベースで立ち上げた。そのため、1916年にイタリア航空機会社（Società Italiana Aviazione）が設立され、その後1918年にフィアットの航空部門に引き継がれた。最初の量産航空エンジン（1,000基以上）であるフィアット A.10は、1914年から1915年にかけて、後にライセンス生産されたファルマンや3発エンジンのカプロニ爆撃機など、いくつかの航空機に搭載された。

### 第一次世界大戦後
第一次世界大戦が終わると、紛争中に蓄積された技術と生産資源は、新興分野である民間航空機に向けられた。1918年にフィアットとの協業を開始した設計技師チェレスティーノ・ロザテッリの指導の下、SPシリーズですでに開始されていた完成機の生産が強化された。ロサテッリは約15年間にわたり、有名な戦闘機CRや爆撃機BRの開発に貢献し、同時に高い技術力と信頼性を誇るエンジンのおかげで、フィアット製航空機は世界記録を塗り替えた。出力については1917年から1919年にかけて生産されたA14型は700馬力を発揮し、速度では1921年にR700が時速300kmを達成し、イドロマッキM20に搭載されたAS2エンジンは、水上機の速度記録を樹立し、1926年にアメリカで開催された名誉あるシュナイダー・カップで優勝し、そして、1934年にフランチェスコ・アジェッロが3,100馬力のフィアットAS6エンジンを搭載した飛行機で再び新記録を達成した。

### イタリア航空機会社との合併

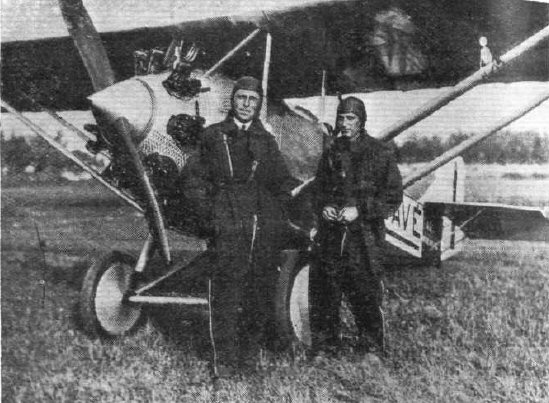
1930年に撮影されたフィアット AS.1

1926年、トリノのコルソ・フランチャイズにあったアンサルドの工場を買収し、フィアット・アヴィアツィオーネはイタリア航空会社（Società Aeronautica d'Italia）と合併した。1931年、当時のフィアット総支配人であったヴィットリオ・ヴァレッタは、若い設計技師ジュゼッペ・ガブリエッリを採用し、航空技術室の責任者とした。1934年、CMASA社の買収により、フィアットは水上機の生産に参入した。その後の30年間に達成された多くの目標は、ガブリエッリの才能に関連しており、彼はすぐに名を馳せることとなった。ガブリエリの最初の成功例はG2で、これはパイロットとは別に6席を備えた商業用飛行機で、フィアットが主要株主となるイタリア航空会社（Società Aviolinee Italiane）によって使用されることが予定されており、6つの特許に基づく独自の革新と発展を誇っていた。
G18とAPR2の双発単発機を使用した民間航空会社によるヨーロッパ路線の開設によって旅客・貨物輸送部門への投資が継続される一方で、1937年にはマリーナ・ディ・ピサのCMASA工場でG.50が生産され、イタリア王立空軍が採用した初の単座戦闘機となった。

### 第二次世界大戦後
1949年、第二次世界大戦の不安と困難を乗り越え、フィアットの航空事業は航空部門に再編成された。ガブリエッリの技術力と、大西洋とヨーロッパ間の協力という新しい風土のおかげで、専制時代に蓄積された生産方式の遅れはすぐに克服された。1951年、ガブリエッリはすでに、デ・ハビランド「ゴブリン」ターボジェットエンジンを搭載したイタリア初のジェット機、G.80を設計していた。
1950年代初頭、フィアット・アヴィアツィオーネはアメリカからの注文により生産を再開し、特にF-86Kの製造ライセンスをNATOから取得したヨーロッパで唯一の企業であった。また、ゼネラル・エレクトリックおよびプラット・アンド・ホイットニーとジェットエンジン部品の生産に関する契約を締結した。この事業を通じて得た経験により、同社は1954年にNATOが実施した軽戦術戦闘機の国際入札に参加することができた。翌年、G.91と名付けられたイタリアのプロジェクトは、英仏の競合機と同様に3機の試作機を受注し、1958年に最終決定が下された。G.91は、ヨーロッパ地域でNATOの標準軽戦闘機として承認され、700機以上が生産された戦後イタリアで最も重要な航空機となり、そのほとんどが輸出された。
1961年、フィアット・アヴィアツィオーネはNATOのF-104G戦闘機のイタリアでの主契約者となり、この状況下でナポリ近くのポミリアーノ・ダルコにあるフィンメカニカ国営企業直轄のアルファロメオ・アヴィオとの協力関係を築いた。アルファロメオ・アヴィオは1950年代半ばから、ステファヌッティ技師の指導の下でロールスロイスやゼネラル・エレクトリックと航空エンジンの分野で協業関係を強めていた。1960年代後半にはイタリア産業復興公社直営のフラッグ・キャリアであるアリタリアがDC-9を継続的に発注していたことからマクドネル・ダグラスおよびフィンメッカニカが1950年にポリミアーノ・ダルコの航空センターの一部に設立した航空および鉄道製造会社であるアエルフェールとの協力関係が始まった。

### アエリタリアの設立
1969年、フィアットとフィンメッカニカはアエリタリアを設立し、フィアットはアエリタリアに航空機事業を委託した。
それに続いてポミリアーノ・ダルコはさまざまな国際提携を通じてジェットエンジンの「ホット・パーツ」用部品の開発と製造と民間機のエンジンのオーバーホールに特化した。一方、フィアットはヘリコプター用エンジン及びトランスミッションに集中し、1976年にトリノとブリンディジに従業員3700人の生産センターがフィアット・アヴィアツィオーネによって集約された。
この選択は、少数の大グループが形成され、専門化と国際化が進んでいることを特徴とする、航空産業の世界的なシナリオの変容と一致していた。一方では、材料、電子、安全システムの分野でますます洗練された生産に必要な財務リソースと技術的な能力を結集するために不可欠な協力関係を実現する必要が生じ、他方では、世界的なレベルで主導的な役割を果たすための専門分野を特定する必要があった。フィアット・アヴィアツィオーネの成功をもたらした戦略的な要因は、品質管理の洗練と改善のプログラムだった。

### フィアット・アヴィオへの社名変更
1989年に社名をフィアット・アヴィオ（Fiat Avio）に変更し、軍民の分野ごとの重要な例としては軍事分野ではパナヴィア トーネードやホーカー・シドレー ハリアー（V/STOL）の推進システムの設計と製造で協力し、民間分野ではボーイングやエアバスと協力した。
1997年、フィンメッカニカかからアルファロメオ・アヴィオの経営権を取得したことは、イタリア企業の過度の細分化を防止し、より体系的な相乗効果によって競争力を高めることを目標とした国家戦略プロジェクトの鍵となった。

## 製品

### 航空機
- フィアット AN.1
- フィアット APR.2
- フィアット AS.1

ジュゼッペ・ガブリエッリの設計
- フィアット G.2
- フィアット G.5
- フィアット G.8
- フィアット G.12
- フィアット G.18
- フィアット G.46
- フィアット G.49
- フィアット G.50
- フィアット G.55
- フィアット G.61
- フィアット G.80
- フィアット G.82
- フィアット G.91
- フィアット G.91Y
- フィアット G.212
- フィアット G.222

アルド・グリエルメッティの設計
- フィアット BGA

チェレスティーノ・ロザテッリの設計
- フィアット B.R.
- フィアット B.R.1
- フィアット B.R.2
- フィアット BR.20
- フィアット BRG
- フィアット C.29
- フィアット CR.1
- フィアット CR.20
- フィアット CR.25
- フィアット CR.30
- フィアット CR.32
- フィアット C.R.33
- フィアット C.R.40
- フィアット C.R.41
- フィアット CR.42
- フィアット R.2
- フィアット R.22
- フィアット=アンサルド A.120
- フィアット=アンサルド A.S.1
- CANSA FC.12
- CANSA F.C.20
- フィアット RS.14
- フィアット M.F.4

ヘリコプター
- フィアット 7002

### 航空機エンジン
- フィアット SA8/75
- フィアット S.55
- フィアット A.10
- フィアット A.12
- フィアット A.14
- フィアット A.15
- フィアット A.20
- フィアット A.22
- フィアット A.24
- フィアット A.25
- フィアット A.30
- フィアット A.50
- フィアット A.53
- フィアット A.54
- フィアット A.55[4]
- フィアット A.58 [4]
- フィアット A.59
- フィアット A.60
- フィアット A.74
- フィアット A.76
- フィアット A.78 [4]
- フィアット A.80
- フィアット A.82
- フィアット AS.2 Schneider Trophy 1926
- フィアット AS.3
- フィアット AS.5 Schneider Trophy 1929
- フィアット AS.6 Schneider Trophy 1931
- フィアット AN.1 Diesel
- フィアット 4002
- フィアット 4004
- フィアット 4301
- フィアット 4700

## 参考資料
- Gunston, Bill (2005). World Encyclopedia of Aircraft Manufacturers, 2nd Edition. Phoenix Mill, Gloucestershire, England, UK: Sutton Publishing Limited. pp. 164. ISBN 0-7509-3981-8